# Pachavita (kommun)
Pachavita är en kommun i Colombia.   Den ligger i departementet Boyacá, i den centrala delen av landet, 90 km nordost om huvudstaden Bogotá. Antalet invånare är 3 102.